# Willy Schäfer (kézilabdázó)
Willy Schäfer (1913. április 30. – 1980. október 16.) olimpiai bronzérmes svájci kézilabdázó.
Részt vett az 1936. évi nyári olimpiai játékokon, amit Berlinben rendeztek. A kézilabdatornán játszott, és a svájci válogatott tagjaként bronzérmes lett.